# Министерство по делам женщин и уязвимых групп населения Перу
Министерство по делам женщин и уязвимых групп населения Перу посвящено делам женщин и социальному развитию перуанцев. Его штаб-квартира находится в Лиме, Перу. Его нынешний министр — Диана Милославич с 8 февраля 2022 года.

## История
Министерство было создано 29 октября 1996 года под названием Министерство по делам женщин и развития человеческих ресурсов, однако 2012 года оно было изменено на министерство с нынешним названием.

## Миссия
Миссия министерства заключается в том, чтобы руководить и регулировать политику своей отрасли. Она направлена на содействие децентрализации и  искоренению нищеты, неравенства и социальной изоляции, и ориентирована на людей, живущих в бедности, и другие уязвимые группы. Она сосредоточена на всестороннем развитии человека, равенстве и обеспечении равных возможностей для мужчин и женщин.